# Кууск, Кен
Кен Кууск (эст. Ken Kuusk; 16 января 1992, Таллин) — эстонский хоккеист, защитник.

## Карьера
В 15 лет дебютировал в чемпионате Эстонии за «Пантер Пурикад». Затем защитник выступал за юниорские коллективы в Германии и Финляндии. Позднее Кууск некоторое время играл во второй по силе датской лиге за «Оденсе», а последним его клубом в карьере стал «Уйпешт» из венгерской MOL-Лиги. После окончания сезона 2013/14 завершил свою карьеру.

### В сборной
Выступал за сборную Эстонии в первом дивизионе чемпионата мира по хоккею 2013 года в Донецке (по его итогам балтийцы вылетели из него) и на победном чемпионате мира во втором дивизионе в 2014 году в Белграде. Также Кууск играл за национальную команду на олимпийской квалификации 2012 года.

## Достижения
- Победитель второго дивизиона чемпионата мира по хоккею с шайбой (2): 2012, 2014.